# Apeadeiro de Alhos Vedros
O Apeadeiro de Alhos Vedros é uma interface da Linha do Alentejo, que serve a localidade de Alhos Vedros, no município da Moita, Distrito de Setúbal, em Portugal.

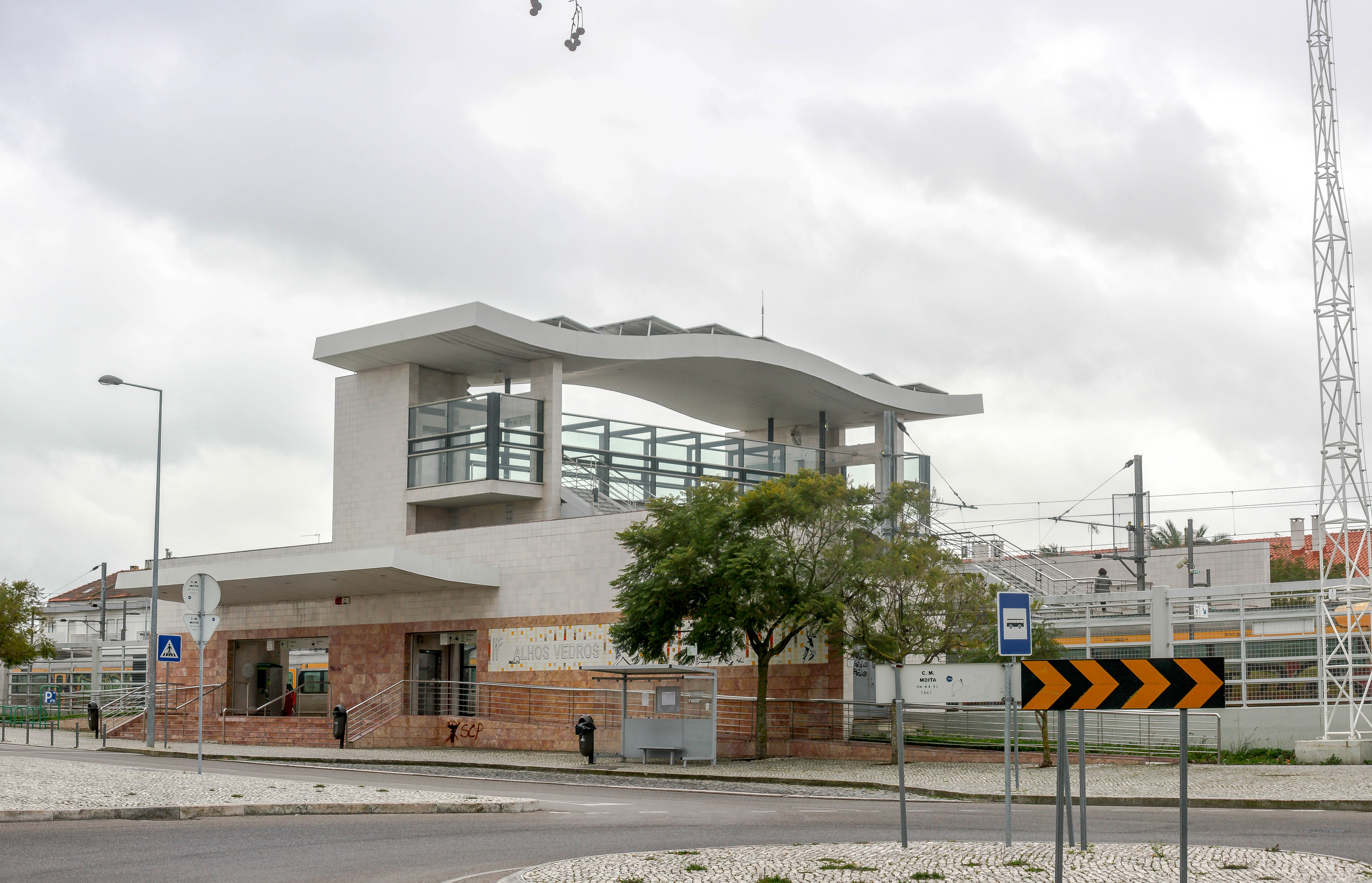
O edifício do apeadeiro de Alhos Vedros, em 2020.

## Descrição

### Localização e acessos
Esta interface situa-se no no limite norte do Bairro Gouveia da freguesia de Alhos Vedros, no concelho da Moita, junto à Rua do Ferroviário, distando menos de um quilómetro do centro da localidade.
Esta estação é servida por 8 carreiras de autocarro: 4 da Carris Metropolitana e 4 dos T.C.B., ligando esta estação a outros destinos na Península de Setúbal.

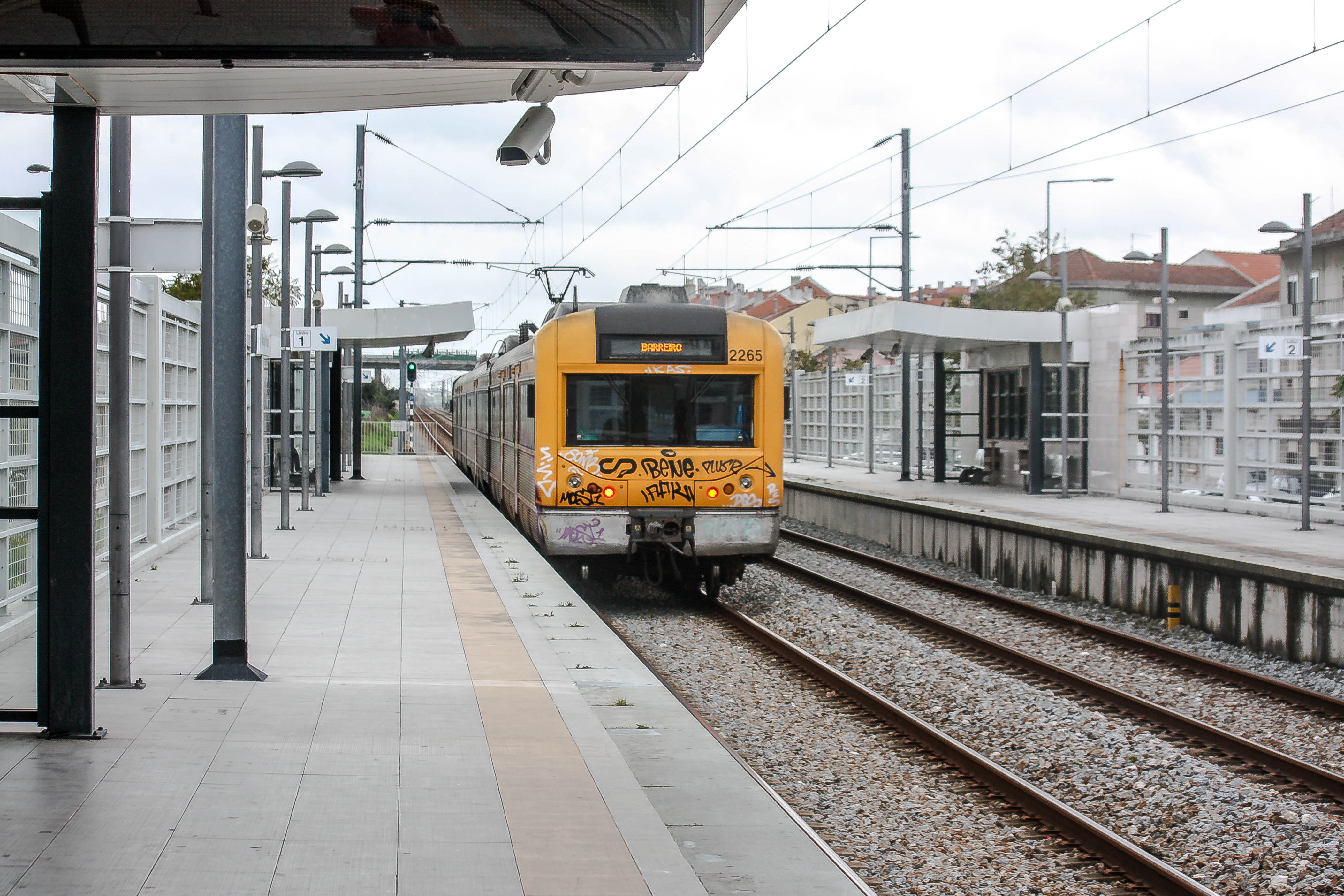
Plataformas do apeadeiro em 2020.

### Infraestrutura
Como apeadeiro numa linha de via dupla, esta interface apresenta-se nas duas vias de circulação (I e II) cada uma acessível por plataforma — uma de 173 m de comprimento e a outra com 175 m, e ambas com 90 cm de altura.

### Serviços
Esta estação é utilizada por serviços urbanos da Linha do Sado, assegurados pela operadora Comboios de Portugal.

## História

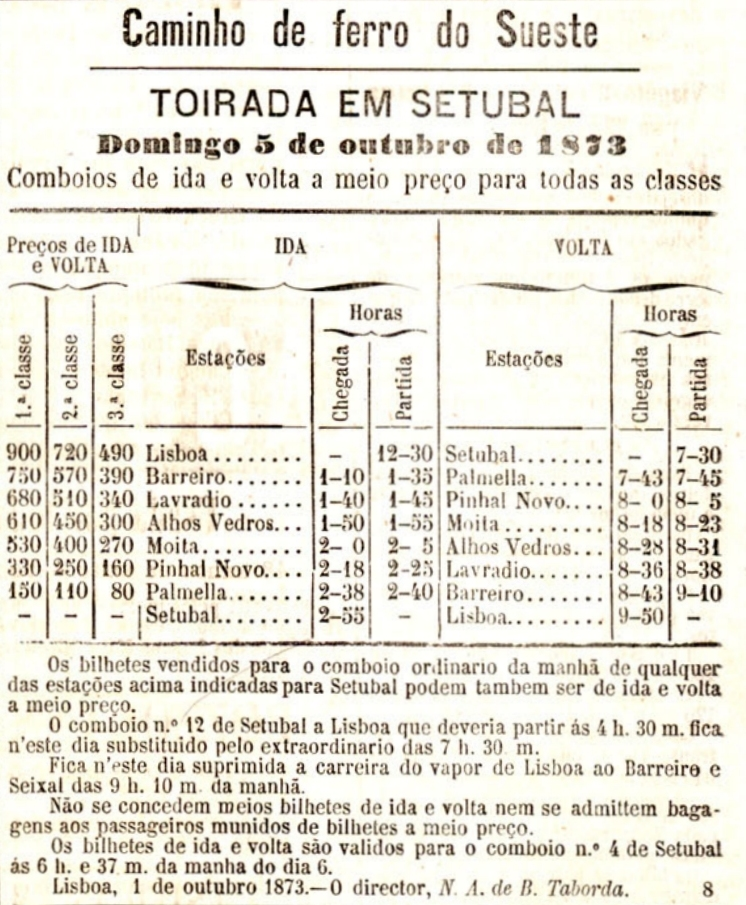
Anúncio de 1873, onde se faz referência à estação.

### Inauguração
Insere-se no troço entre o Barreiro e Bombel da Linha do Alentejo, que foi aberto à exploração a 15 de Junho de 1857, pela Companhia Nacional dos Caminhos de Ferro ao Sul do Tejo.

### Transição para C.P.
Em 1927, a Administração dos Caminhos de Ferro do Estado, que explorava a Linha do Alentejo, foi integrada na Companhia dos Caminhos de Ferro Portugueses. Esta empresa iniciou um programa de remodelação e desenvolvimento das estações e apeadeiros nas antigas linhas estatais, incluindo a gare de Alhos Vedros, que foi alvo de extensas obras em 1933 e em 1934. Em 1939, foi construído um abrigo em cimento armado.
Num edital publicado no Diário do Governo n.º 31, III Série, de 7 de Fevereiro de 1955, a Companhia dos Caminhos de Ferro Portugueses informou que tinha pedido autorização para criar uma carreira de autocarros entre a cidade de Évora e a estação do Barreiro, servindo várias localidades ao longo do percurso, incluindo Alhos Vedros.
Em 1988 este interface tinha ainda classificação de estação, tendo sido despromovido a apeadeiro mais tarde, antes de 2005.

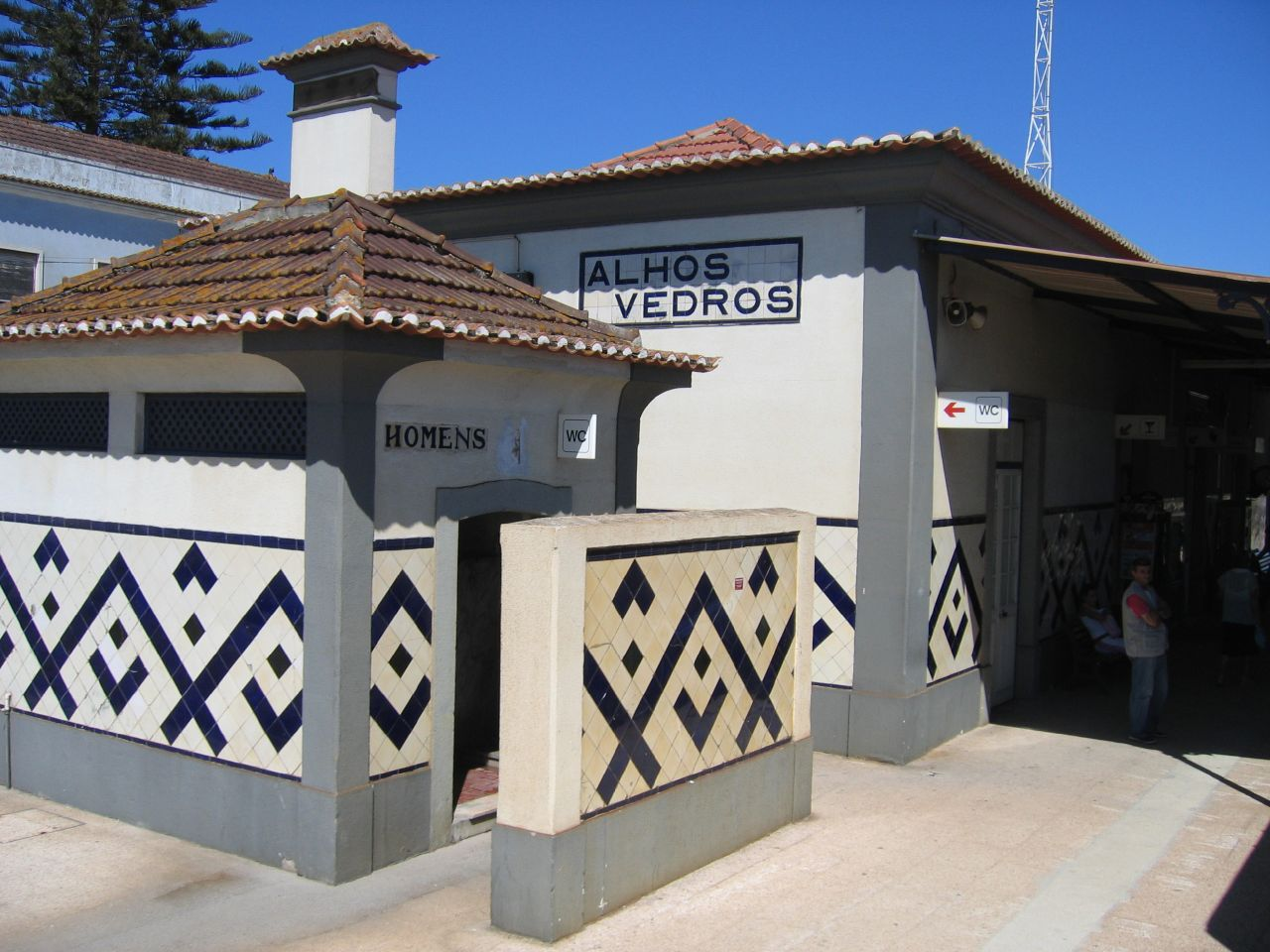
Edifício original, em 2006, antes da demolição ordenada pela Refer.

### Modernização
Em 2007, a operadora Rede Ferroviária Nacional iniciou um programa de modernização dos lanços das Linhas do Alentejo e do Sul que faziam parte dos serviço suburbano Linha do Sado, tendo sido electrificada a via férrea e profundamente modificadas as interfaces, com introdução de equipamentos de segurança e a instalação de máquinas automáticas para bilhetes. O apeadeiro de Alhos Vedros também foi abrangido por este processo, com a construção de um novo edifício, tendo as antigas instalações sido demolidas em 16 de Junho de 2008. O edifício de passageiros demolido situava-se do lado norte da via (lado esquerdo do sentido ascendente, a Funcheira).
A decisão de demolir o antigo apeadeiro foi recebida com protestos por parte da população e da Câmara Municipal da Moita, tendo este órgão enviado uma carta aberta ao Secretário de Estado dos Transportes em Maio de 2010, onde classificou as demolições de Alhos Vedros e Moita como «comportamentos pouco democráticos e de cariz autoritário, não respondendo à disponibilidade da Câmara Municipal para participar num diálogo construtivo, com vista a encontrar soluções que permitissem conservar aqueles dois edifícios e dar-lhes uma nova e adequada utilização ao serviço da comunidade.».

Em 14 de Abril de 2012, uma mulher ficou gravemente ferida após ter sido colhida por um comboio, no interior deste apeadeiro.